# Infanterie-Regiment „Herzog Karl von Mecklenburg-Strelitz“ (6. Ostpreußisches) Nr. 43
Das Infanterie-Regiment „Herzog Karl von Mecklenburg-Strelitz“ (6. Ostpreußisches) Nr. 43 war ein Infanterieverband der Preußischen Armee.

## Geschichte
Der Verband wurde am 5. Mai 1860 im Rahmen der Roonschen Heeresreform als 3. Kombiniertes Infanterie-Regiment aus dem Landwehr-Stammbataillon in Insterburg, Gumbinnen und Lötzen aufgestellt. Ab 4. Juli 1860 führte es die Bezeichnung 6. Ostpreußisches Infanterie-Regiment. Nach dem gewonnenen Krieg von 1866 bezog das Regiment Königsberg als neue Garnison und war hier in der Infanteriekaserne am Steindamm stationiert.
Kaiser Wilhelm II. ordnete am 27. Januar 1889 an, dass der Verband in Gedenken nach dem General der Infanterie Karl zu Mecklenburg zu benennen sei.

„Ich will das Andenken an Meine in Gott ruhenden erhabenen Vorfahren sowie diejenigen hochverdiensten Männer, welche im Kriege und im Frieden ihnen mit besonderer Auszeichnung zur Seite gestanden und sich gerechte Ansprüche auf die dankbare Erinnerung von König und Vaterland erworben haben, dadurch ehren und für alle Zeiten lebendig erhalten, daß Ich Regimentern und Bataillonen Meiner ruhmreichen Armee ihre Namen verleihe.“

Der Verband führte daher ab diesem Zeitpunkt den Namen Infanterie-Regiment „Herzog Karl von Mecklenburg-Strelitz“ (6. Ostpreußisches) Nr. 43.

### Deutscher Krieg
Im Krieg gegen Österreich 1866 nahm das Regiment an den Schlachten bei Trautenau und Königgrätz teil.

### Deutsch-Französischer Krieg
1870/71 kam das Regiment während des Deutsch-Französischen Krieges in den Schlachten bei Colombey, Noisseville und an der Hallue sowie bei der Belagerung von Metz zum Einsatz.

### Erster Weltkrieg
Das Regiment machte bei Ausbruch des Ersten Weltkriegs am 2. August mobil. Als Teil der 2. Infanterie-Brigade der 1. Division kam es zunächst an der Ostfront zum Einsatz. Der Verband kämpfte u. a. in den Schlachten bei Gumbinnen, Tannenberg und an den Masurischen Seen. Anfang März 1916 wurde es für vier Monate an die Westfront verlegt, beteiligte sich an der Schlacht um Verdun und kehrte dann, nunmehr der 1. Infanterie-Brigade unterstellt, an die Ostfront zurück. Im Dezember 1916 erhielt das Regiment eine 2. und 3. MG-Kompanie. Nach dem Waffenstillstand im Osten kam der Verband Ende 1917 wieder an die Westfront und lag hier zunächst in Stellungskämpfen um Verdun. Ab 21. März 1918 nahm es an der deutschen Frühjahrsoffensive teil und war anschließend an Kämpfen an der Ancre, Avre und Somme beteiligt. Mitte August wurde das III. Bataillon des aufgelösten Infanterie-Regiments Nr. 376 eingegliedert und kurz darauf noch eine eigene MW-Kompanie aufgestellt. Bei den Kämpfen um Laffaux geriet das Regiment am 14. September 1918 fast vollständig in Gefangenschaft. Ab 18. September begann man mit der Neuaufstellung, wobei die 3., 5. und 10. Kompanie aufgelöst wurden. Nach weiteren Verlusten und aufgrund der schlechten Ersatzlage wurde am 31. Oktober 1918 das III. Bataillon aufgelöst.

### Verbleib
Das Regiment wurde nach Ende des Ersten Weltkriegs vom 7. bis 15. Dezember 1918 demobilisiert und am 12. Juli 1919 aufgelöst.
Aus demobilisierten Teile bildeten sich zwei Freiformationen. Das I. Freiwilligen-Bataillon mit MG- und MW-Zug wurde am 15. Januar 1919 aufgestellt. Es wurde bei der 1. Division im Grenzschutz Ost eingesetzt. Im Juli 1919 kam es noch zur Aufstellung des II. Freiwilligen-Bataillons in Rastenburg. Beide Formationen gingen in der Vorläufigen Reichswehr im Reichswehr-Schützen-Regiment 96 auf.
Die Tradition übernahm in der Reichswehr durch Erlass des Chefs der Heeresleitung General der Infanterie Hans von Seeckt vom 24. August 1921 die 16. Kompanie des 1. (Preußisches) Infanterie-Regiments in Königsberg.

## Regimentschef

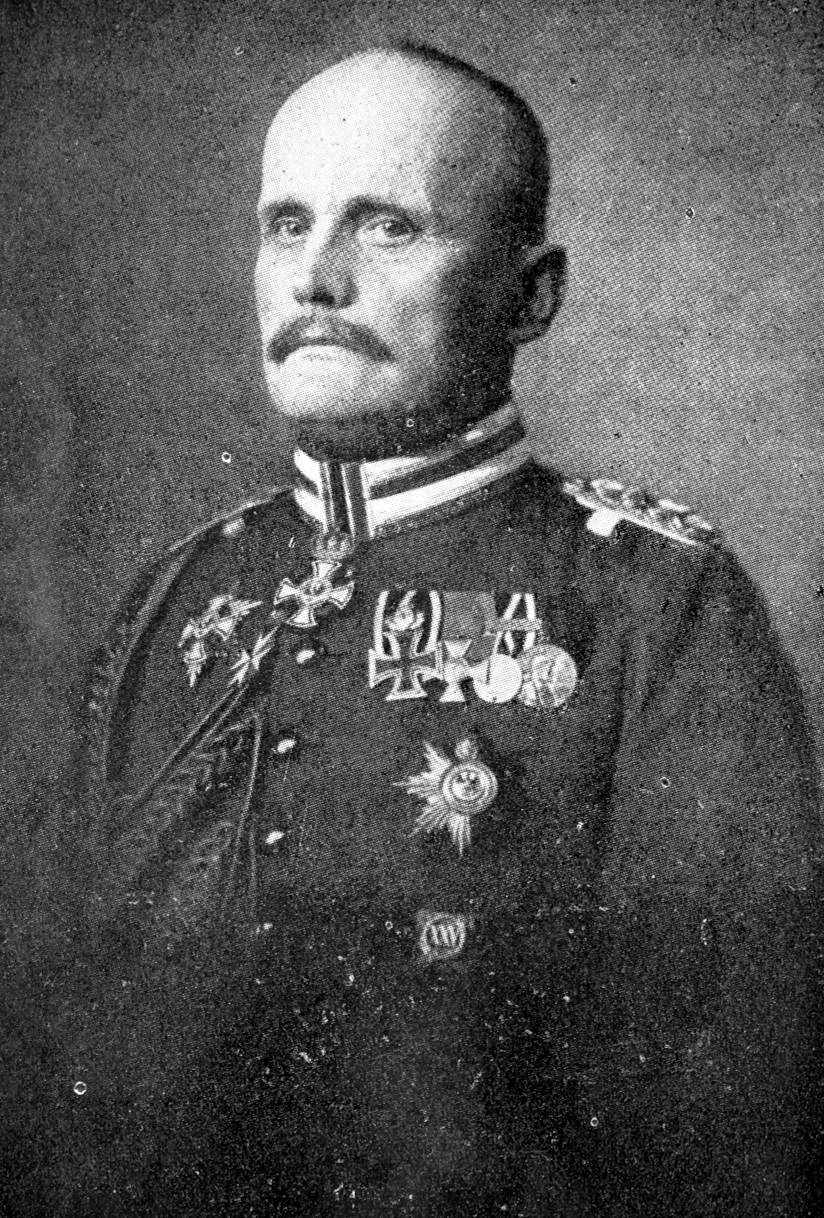
Moriz von Lyncker

Erster und einziger Regimentschef war vom 21. März 1916 bis zur Auflösung der Generaloberst Moriz von Lyncker.

## Kommandeure
| Dienstgrad            | Name                      | Datum                                                       |
| --------------------- | ------------------------- | ----------------------------------------------------------- |
| Oberstleutnant        | Ludwig von Schlabrendorff | 08. Mai bis 30. Juni 1860 (mit der Führung beauftragt)      |
| Oberstleutnant/Oberst | Ludwig von Schlabrendorff | 01. Juli 1860 bis 17. April 1865                            |
| Oberst                | Heinrich von Tresckow     | 18. April 1865 bis 17. Februar 1868                         |
| Oberst                | Konstantin von Busse      | 22. März 1868 bis 11. Oktober 1872                          |
| Oberstleutnant/Oberst | Gustav von Köppen         | 12. Oktober 1872 bis 11. November 1878                      |
| Oberst                | Wilhelm Grüner            | 12. November 1878 bis 4. Mai 1883                           |
| Oberst                | Viktor von Baumann        | 05. Mai 1883 bis 15. Juli 1887                              |
| Oberst                | Hermann Kupfer            | 16. Juli 1887 bis 18. September 1888                        |
| Oberstleutnant        | Friedrich Metzler         | 21. August bis 18. September 1888 (in Vertretung)           |
| Oberst                | Friedrich Metzler         | 19. September 1888 bis 15. Mai 1891                         |
| Oberst                | Karl von Goessel          | 16. Mai 1891 bis 17. April 1895                             |
| Oberst                | Hugo von Zamory           | 18. April 1895 bis 23. Mai 1898                             |
| Oberst                | Wilhelm Eben              | 24. Mai 1898 bis 15. Oktober 1901                           |
| Oberst                | Hans von Wrochem          | 16. Oktober 1901 bis 21. April 1905                         |
| Oberst                | Alfred von Sydow          | 22. April 1905 bis 20. Februar 1909                         |
| Oberstleutnant        | Friedrich von Gontard     | 21. Februar bis 19. April 1909 (mit der Führung beauftragt) |
| Oberst                | Friedrich von Gontard     | 20. April 1909 bis 30. September 1912                       |
| Oberst                | Artur von Eisenhart-Rothe | 01. Oktober 1912 bis 25. September 1914                     |
| Oberstleutnant        | Hans Böckler              | 26. September bis 26. November 1914                         |
| Oberstleutnant        | Georg Dorndorf            | 27. November 1914 bis 14. September 1918                    |
| Major                 | Julius von Langsdorff     | 23. September bis 6. November 1918                          |
| Major                 | Gustav Wottrich           | 07. November 1918 bis 9. Januar 1919                        |
| Oberstleutnant        | Edgar Grun                | 10. Januar bis Mai 1919                                     |

## Militärkapelle
Über Jahrzehnte war Albert Krantz der hochangesehene Kapellmeister des Regiments.

## Paukenhund
Beim Regiment gab es zur Begleitung der Musik besondere Hunde zum Ziehen des Paukenwagens in der Regimentskapelle, die auch als Königsberger Paukenhund bekannt waren.

## Galerie

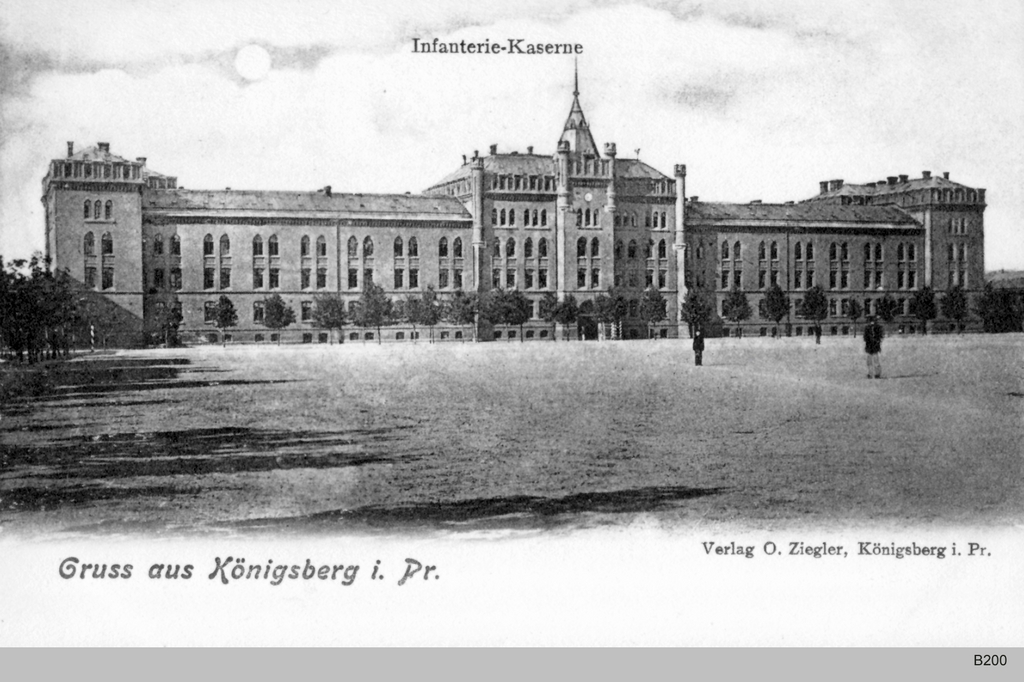
Infanteriekaserne am Steindamm
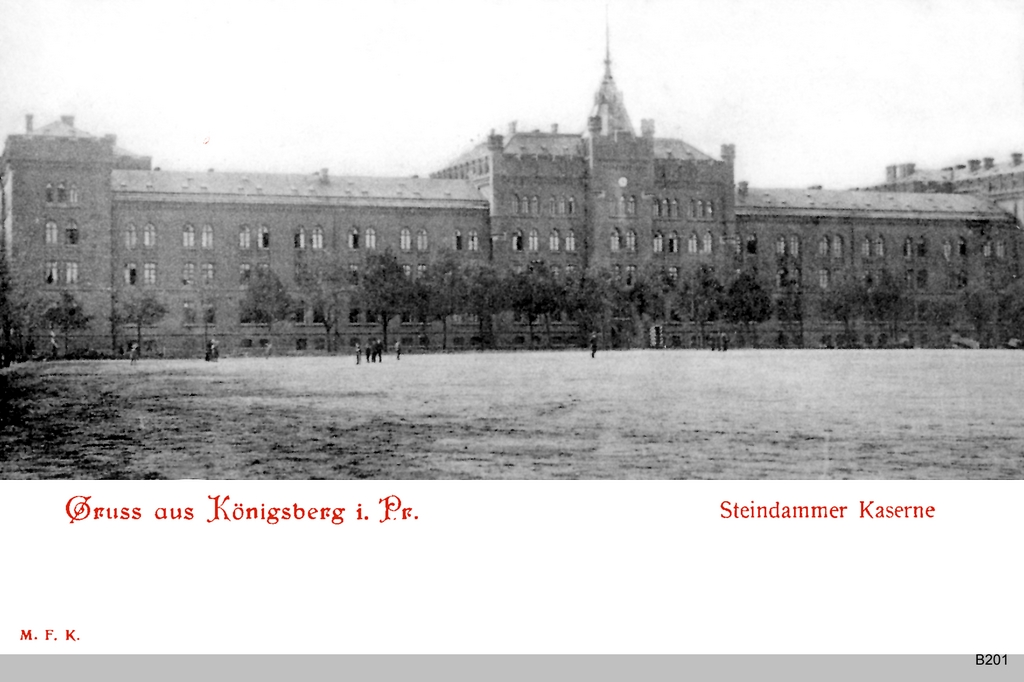
Infanteriekaserne am Steindamm
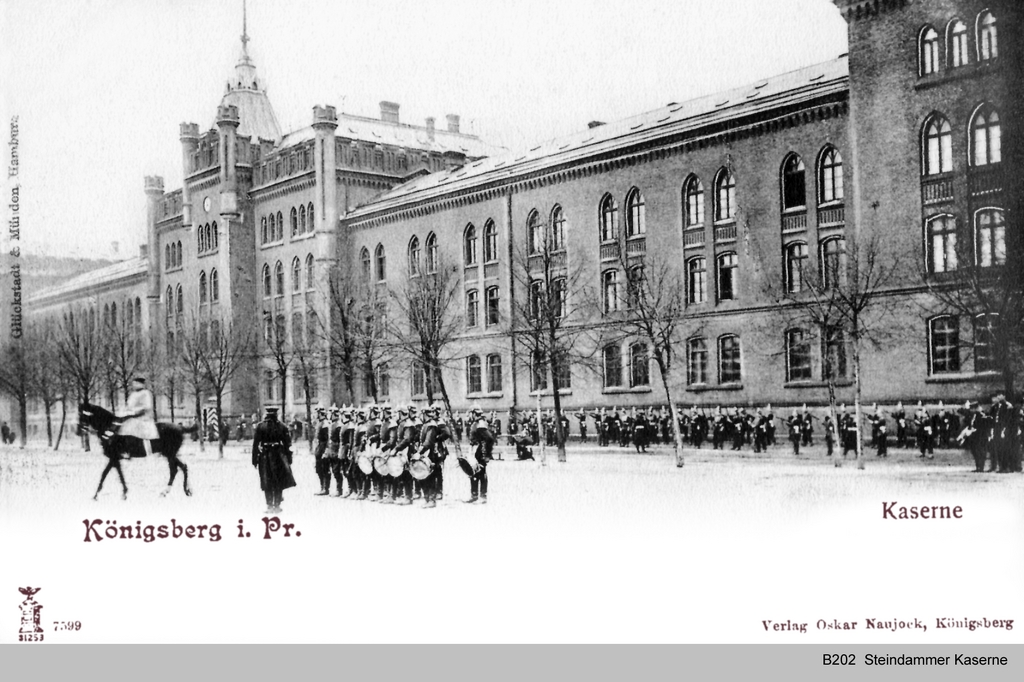
Infanteriekaserne am Steindamm
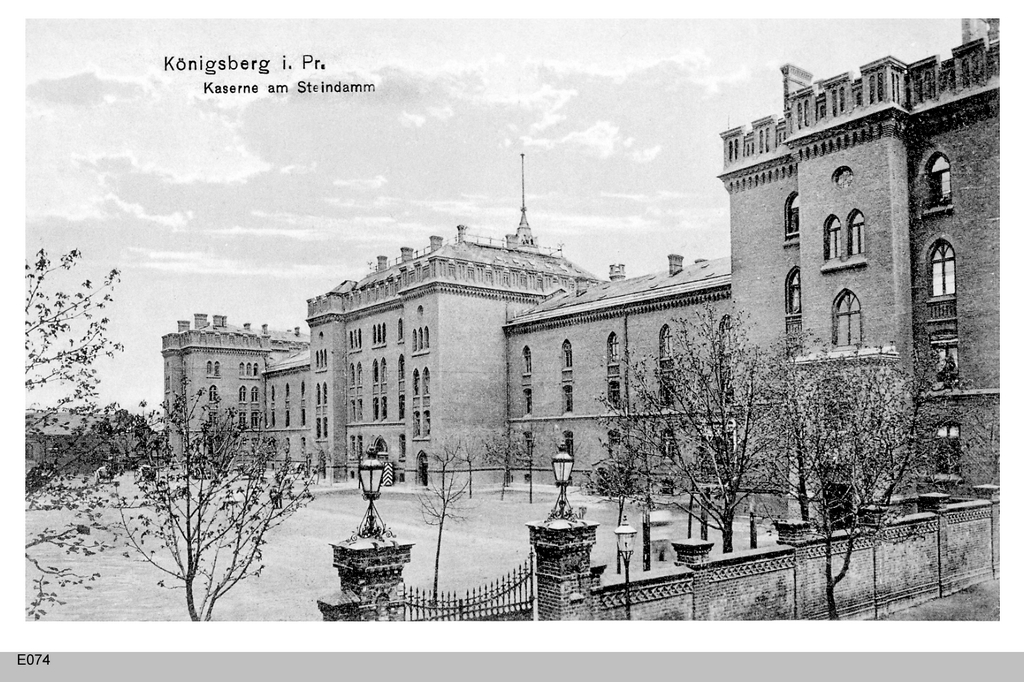
Infanteriekaserne am Steindamm
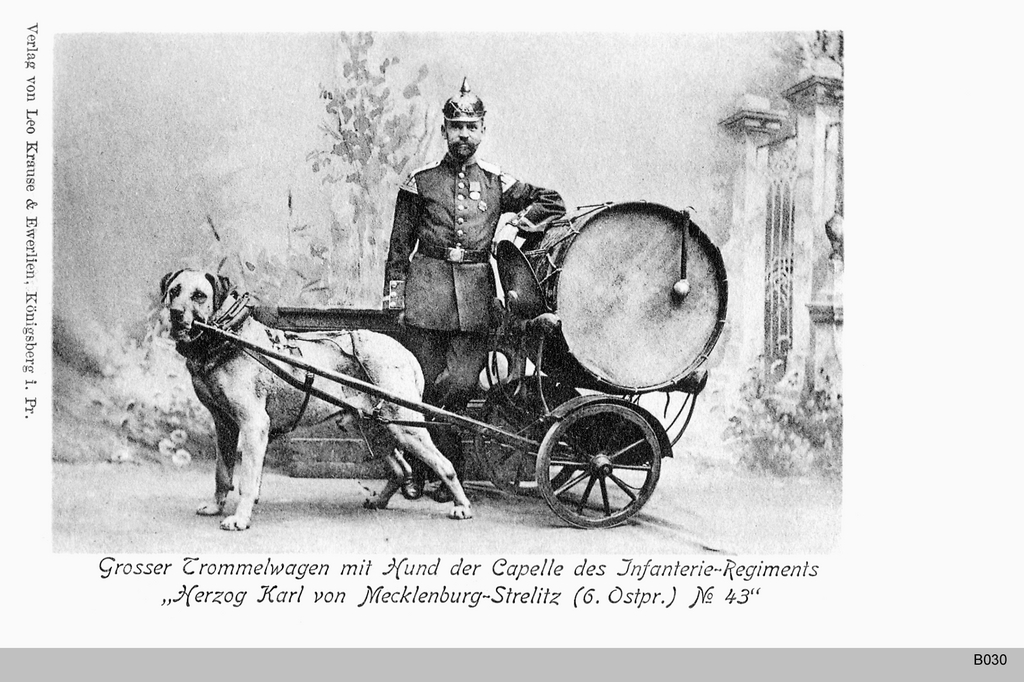
Der Paukenhund des Regimentes
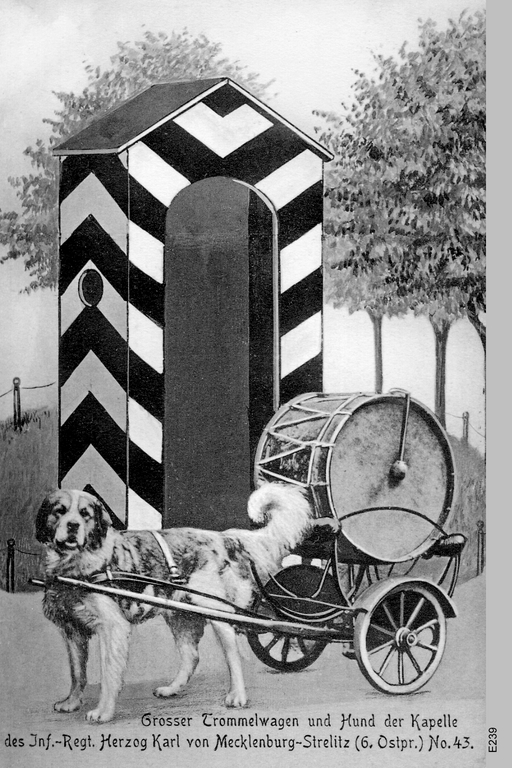
Der Paukenhund
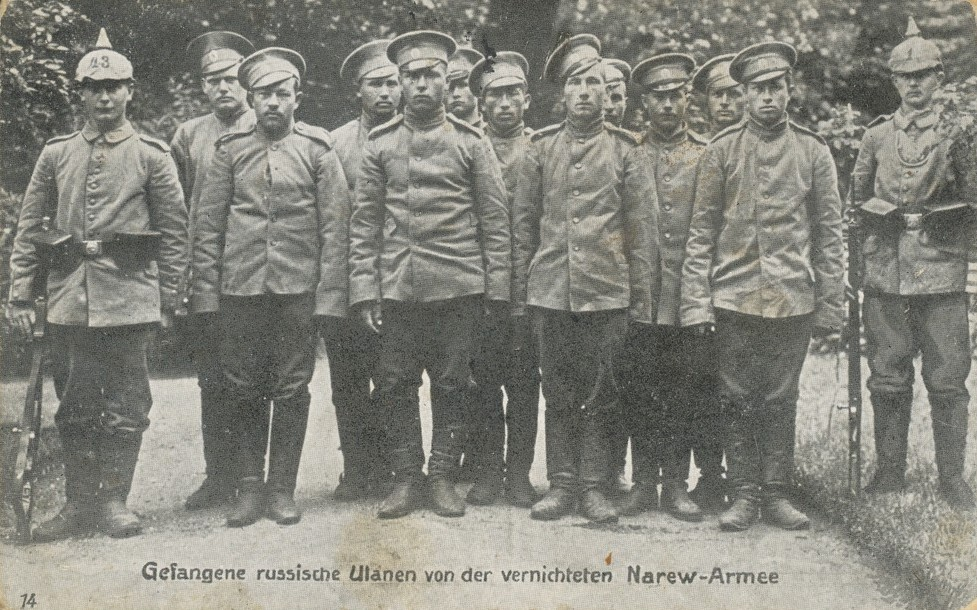
Gefangene russische Ulanen nach der Schlacht bei Tannenberg, von einem Infanteristen des Regiments (links) bewacht

## Bekannte Regimentsangehörige
- Heinrich Rönneburg, Politiker der Deutschen Demokratischen Partei, vom 23. Mai 1922 bis 24. Dezember 1924 Minister für Inneres, Polizei und Wirtschaft in Braunschweig, ab 1948 CDU-Delegierter und Mitglied des Parlamentarischen Rates. Vizefeldwebel d. R. Rönneburg diente in der 3. Kompanie, er wurde am 17. August 1914 bei Stallupönen schwer verletzt.[6]